# Sterne des Wassers
Sebau-nu-mu ist in den Ramessidischen Sternuhren die altägyptische Bezeichnung des am Südhimmel befindlichen Sternbildes Sterne des Wassers. Es handelt sich bei Sebau-nu-mu um das Sternbild Achterdeck des Schiffs. 

## Sternbild und Stundenstern
Als Stundenstern repräsentierte der Hauptstern Naos die anderen Sterne des Wassers (Puppis: ρ, ο, π1, l, m, 1 und 3). 
In den Ramessidischen Sternuhren kulminierte Naos im Jahr 1463 v. Chr. am 8. Peret III (14. Februargreg.) in der 1. Nachtstunde sowie am 23. Achet III (2. Novembergreg.) in der 10. Nachtstunde. Bei Claudius Ptolemäus ist Naos als Stern der 4. Größenklasse aufgeführt.
Die Sterne des Wassers lagen dicht nebeneinander und bedeckten eine Fläche ähnlich der Hyaden. Alle Sterne dieses Sternbildes, außer ρ und 3, liegen in der Milchstraße: Möglicherweise bezieht sich der Namensbestandteil Wasser daher auf die Milchstraße.

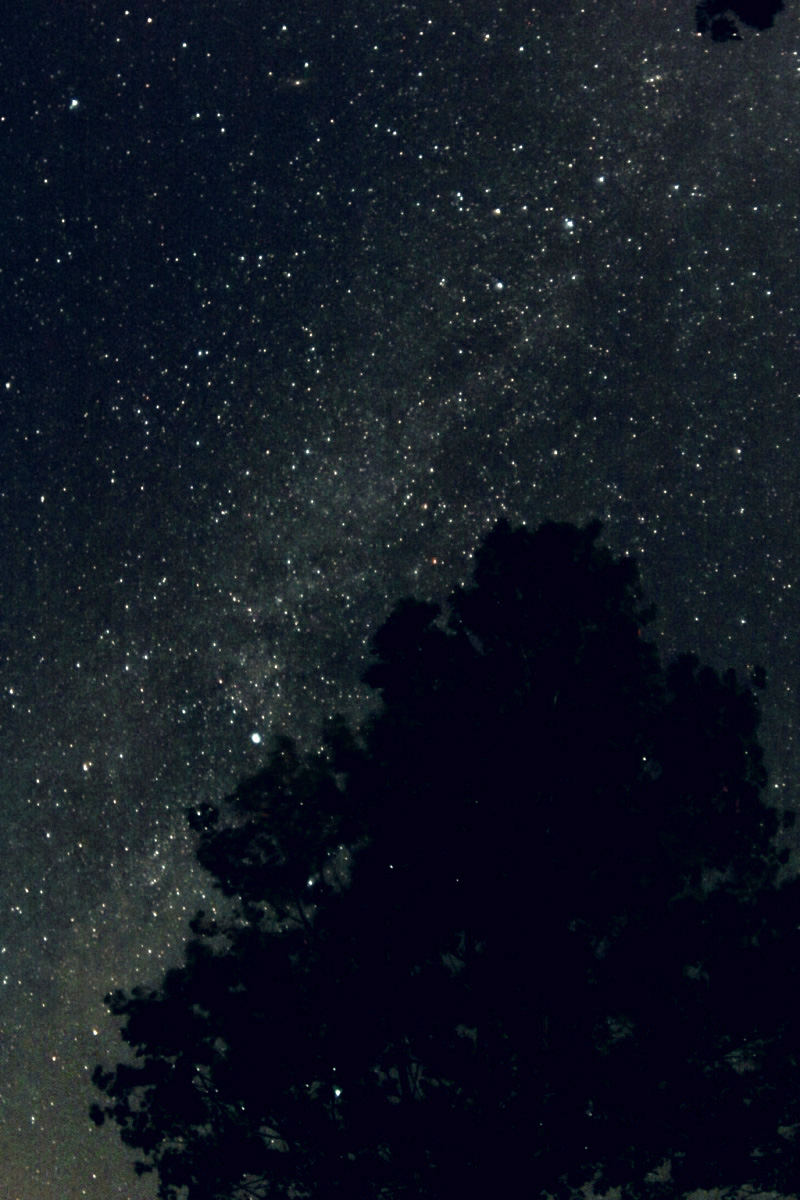
Die Milchstraße mit der Region zwischen Deneb (unterhalb Bildmitte) und Kassiopeia (oben rechts).

## Rektaszension und Deklination 1463 v. Chr.
Naos hatte am 7. Februargreg. 1463 v. Chr. die Rektaszension 6 h, 2 m, 46,75 sowie die Deklination −34° 48' 29,5.